# Lionheart: Kings' Crusade
Lionheart: Kings' Crusade — комп'ютерна гра у жанрі стратегії в реальному часі з елементами рольової гри. Була розроблена компанією Neocore Games, і була видана в жовтні 2010 року компанією Paradox Interactive. У Росії гру видає тандем компаній 1C та Snowball Studios під назвою Kings' Crusade: Левине Серце.

## Ігровий процес
У грі є можливість зіграти в ігрову кампанію, сценарій і мережеву гру.

### Ігрова кампанія

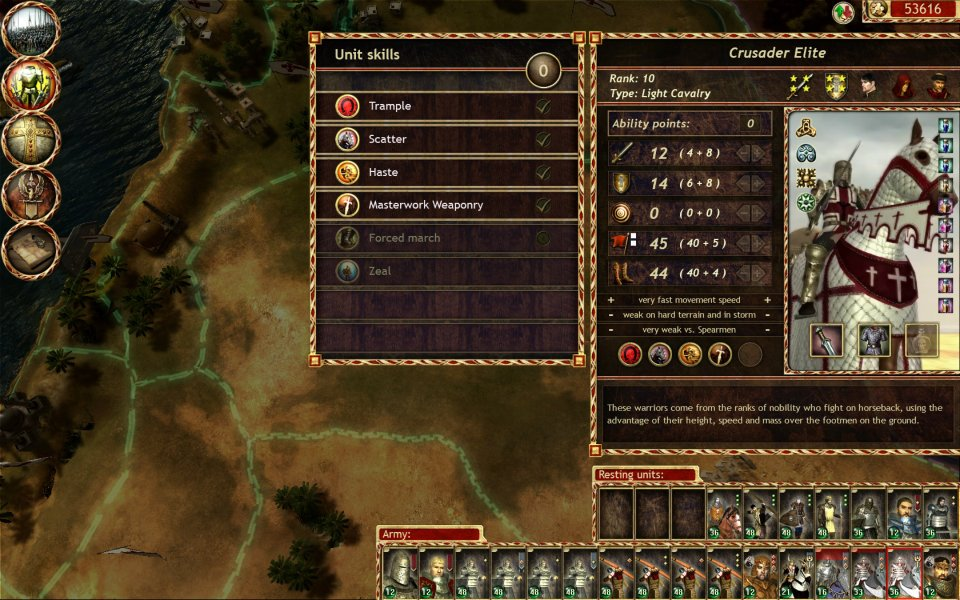
Екран наймання військ

Її мета — підкорити Близький Схід і об'єднати його під своїм проводом. Виграючи битви і приймаючи політичні рішення, гравець повинен привести Річарда Левине Серце і його армію до остаточної перемоги над ворогами.
У цій компанії гравець буде вести справи з представниками кількох блоків. Ці сторони часто мають протилежні інтереси, їх цілі в походах розрізняються. Перед самою битвою гравцеві доведеться визначитися з вибором союзника. Взаємодія з певним блоком збільшує славу гравця серед його представників, з підвищенням рівня слави відкриваються нові можливості.
Політичні блоки хрестоносців:
- Франція — давно і постійно конфліктує з Англією, проте на порозі війни з іновірцями французький король готовий надіслати на допомогу Левине Серце свою важку кінноту.
- Тамплієри — лицарський орден, що відрізняється чудово організованими військами і багатством. Вони пропонують корисні економічні поліпшення і посилають на схід сильних героїв.
- Папство — якщо заручитися підтримкою Папи, гравець зможе менше витрачати на наймання воїнів, їх мораль зросте, а папські легати зможуть переходити під його керівництво в битвах.
- Священна Римська Імперія — поправила в похід сильні піхотні загони, а після відкликання своїх військ допоможе Левине Серце корисними поліпшеннями для піхоти.

Друга кампанія починається після хрестового походу Річарда і оповідає про султана Саладіне. Вибравши бік його війська, гравець постарається повернути Святу Землю під крило мусульман. Існує декілька відмінностей від компанії за християн.
- Сарацини володіють багатою культурною спадщиною і прагненням до нових знань. Розвиток науки представлено у вигляді дерева технологій. Покращення для військ продаються за дукати і окуляри поліпшень, які накопичуються при успішному виконанні завдань. У дерева технологій три гілки: вміння відкривають доступ до діянь легендарних героїв, загони — до нових типів військ, а основна гілка містить поліпшення загального характеру.
- Сила віри — на відміну від навичок, не безкоштовні і вимагають витрати Очки віри. Під час фази управління окуляри віри мають властивість заповнюватися.

### Сценарій
Вибравши цей пункт меню, ви зможете зіграти за одним із сценаріїв — окремих битв за вибором гравця.

### Мережева гра
Вибравши цей пункт меню, можете битися з іншим гравцем через Інтернет.
В мережевій грі два режими:
- Домінування — передбачає рівність сил супротивників і симетрична побудова. Перед початком гри можна набудувати кількість основних ресурсів і вибрати відповідне поле бою.

Домінування: як уже було сказано, в цьому режимі сили супротивників рівні. Взяти верх можна за рахунок правильного підбору та застосування загонів. При цьому дуже важливо пам'ятати про особливості місцевості на полі бою і враховувати можливі погодні умови. Іншими словами, скористайтеся досвідом одиночної гри. Ваша мета — захопити і утримати велику частину переможних точок.
- Захист і напад — імітує штурм і розподіляє війська нерівномірно. При цьому один гравець стає захисником, а другий його атакує. В цьому режимі можна вказати максимальну тривалість бою. Цілі гравців різні: нападник повинен розгромити ворога і вкластися в заданий час, а захисник — протриматися і не дати розбити себе вщент. Перший перед битвою отримує більше золота, але захисник може витратити окуляри будівництва на зміцнення своїх позицій: зрубати дерева, побудувати низькі стіни, масляні пастки або требушети.

В обох режимах гри ви зможете витрачати золото на загони і героїв, як наймаючи війська, так і забезпечуючи їх корисними предметами.
Осібно в режимах гри стоять сценарії — окремі битви, в ході яких гравцям доведеться битися з арміями під управлінням штучного інтелекту.

### Битви
Під час битв в реальному часі важливий вплив чинять здатності героїв.
Поле битви також впливає на результат бою. У всіх бойових юнітів є доступ до різних формацій, що змінює їх ефективність проти певних видів ворожих військ. Ландшафт також впливає на ефективність певних воїнів: ліси перешкоджає діям кінноти, на відміну від відкритого простору
Мораль також грає велику роль, відображаючись під час битви нагорі екрану і показуючи мораль протиборчих сторін.
Під час походів і битв гравець може виявити бойові трофеї — особливі предмети, що допомагають військам. Потужність і кількість доступних герою реліквій залежить від кількості очок віри.

### RPG елементи
Коли загони отримують новий рівень, гравець може підвищити декілька їх характеристик, наприклад: атаку, захист або знизити витрати на утримання. Коли герої отримують новий рівень, вони можуть отримати доступ до нових здібностям.
У грі існує 4 види військ:
- Легка піхота.
- Важка піхота.
- Лучники.
- Кіннота.

### Рецензії
Портал Absolute Games поставив грі 65 %. Оглядач зазначив відмінний ігровий сюжет і хорошу графіку. Вердикт: «У міру реалістична бойова система і захоплююча „прокачування“ дозволяють Lionheart випередити Crusaders про гру і XIII Century. Але технічні недоробки і відсутність стратегічного режиму — серйозні недоліки, які не відштовхнуть хіба що шанувальників епохи хрестових походів. Medieval 2: Total War — Kingdoms навіть через три роки кладе конкурентів на лопатки».
Журнал «Ігроманія» поставив грі 8.5 балів з 10-ти, зробивши такий висновок: «Lionheart: Kings' Crusade не став черговий угорської революцією в жанрі. Зате Neocore Games подарували нам люту, захоплюючу (хоча все ще не ідеальну) тактичну стратегію в дусі класичної Dark Omen. Такі ігри сьогодні велика рідкість, тому якщо ви з тих, хто готовий перегравати бій тільки заради того, щоб зберегти улюблених лучників 4-го рівня, з якими не один пуд землі зжерли, то пропускати Lionheart: Kings' Crusade суворо не рекомендується».
Країна Ігор поставила грі 7.0 з 10-ти балів. До переваг були зараховані чудово оформлені ігрові кампанії і музичний супровід. До недоліків віднесли малу тривалість гри і слабкий AI. Вердикт: «До „Короля Артура“ гра так і не дострибнула. І це при тому, що розробник збігається.»